# Государственные художественные собрания Дрездена

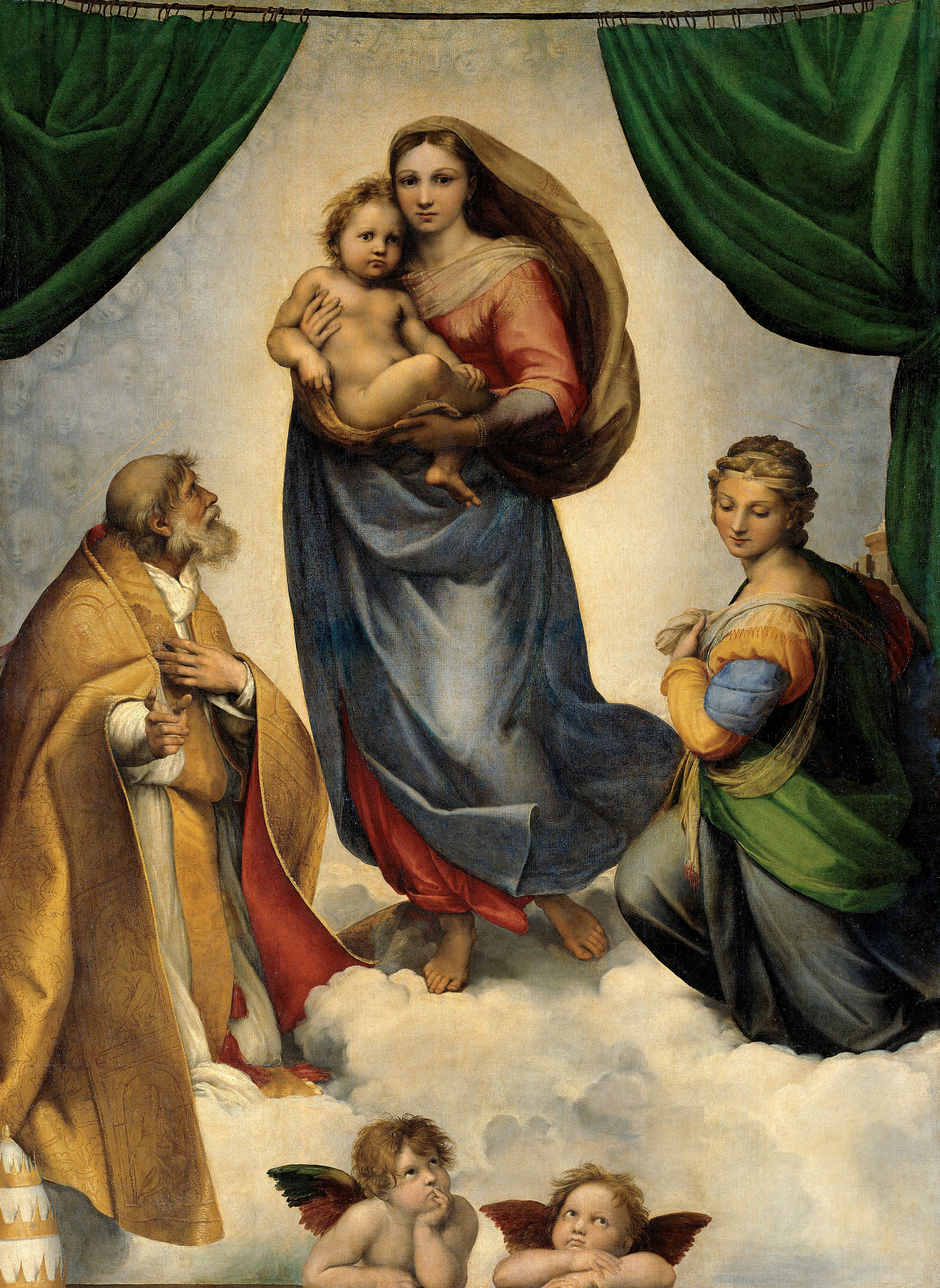
Сикстинская Мадонна

Государственные художественные собрания Дрездена (нем. Staatliche Kunstsammlungen Dresden) — ряд всемирно известных музеев Дрездена, славящихся большим разнообразием экспозиций. 
Их история восходит к кунсткамере, основанной саксонскими курфюрстами в 1560 г. Систематическая коллекционная деятельность началась во время правления курфюрстов Саксонии и королей Польши Августа Сильного и его сына Августа III. В 2010 году Государственные художественные собрания Дрездена праздновали 450-летний юбилей создания коллекций, положивших начало сегодняшним музеям.
Государственные художественные собрания Дрездена располагаются во многих исторически значимых зданиях Дрездена. В первую очередь это Цвингер, а также Дрезденский замок-резиденция (нем. Residenzschloss), Альбертинум, дворцово-парковый ансамбль Пильниц. 
В 2001 г. организация была занесена в «Голубую книгу» — список наиболее значимых культурных учреждений «новых» федеральных земель Германии — Бранденбурга, Мекленбурга, Саксонии, Саксонии-Анхальт и Тюрингии. В списке из двадцати организаций Дрезденские собрания находятся на втором месте после фонда «Прусские замки и сады Берлин-Бранденбург».
Музейный комплекс находится в ведении министерства науки и культуры федеральной земли Саксония.

## Картинные галереи
- Галерея старых мастеров (Картинная галерея Старых мастеров) в Цвингере
- Галерея новых мастеров в Альбертинуме

## Музеи
- Грюнес Гевёльбе или Зеленые Своды (музей-сокровищница) в Замке-резиденции
- Дрезденская оружейная палата и Турецкая палата в Замке-резиденции
- Собрание фарфора в Цвингере
- Музей прикладного искусства (Дворцовый комплекс Пильниц)
- Собрание скульптуры (Альбертинум)
- Гравюрный кабинет в Замке-резиденции
- Нумизматический кабинет (монеты, ордена и медали)
- Физико-математический салон (старинные часы и инструменты) в Цвингере
- Музей саксонского народного творчества и Собрание кукольного театра